# 埃尔夫兰科
埃尔夫兰科，是西班牙阿斯图里亚斯的一个市镇。总面积78平方公里，总人口4123人（2001年），人口密度53人/平方公里。